# Distretto di Coriza
Il distretto di Coriza (in albanese: Rrethi i Korçës) era uno dei 36 distretti amministrativi dell'Albania. Faceva parte della prefettura omonima.
La riforma amministrativa del 2015 ha suddiviso il territorio dell'ex-distretto in 3 comuni: Coriza Maliq e Pustec.

## Geografia fisica
Il territorio del distretto è situato nella parte sud-orientale del paese in un'area montuosa. L'unica parte pianeggiante è costituita da un altopiano a 850 m s.l.m. I monti situati a ovest e nord-ovest raggiungono i 2.400 m s.l.m. mentre quelli situati nella parte nord-orientale e meridionale superano i 2000 m.
La parte del distretto situata ad altitudini più basse è la vallata del fiume Devoll, a ovest della cittadina di Maliq la vallata scende infatti sotto gli 810 m s.l.m. di quota.
Il fiume attraversa il distretto da est a ovest in direzione del mare Adriatico.

## Geografia antropica

### Suddivisioni amministrative
Il distretto comprendeva 2 comuni urbani e 14 comuni rurali.

#### Comuni urbani
- Coriza (in albanese Korçë)
- Maliq

#### Comuni rurali
- Drenovë
- Gorë
- Lekas
- Libonik
- Liqenas
- Moglicë
- Mollaj (Mollas)

- Pirg
- Pojan
- Qendër Bulgarec (Bulgarec Qender)
- Vithkuq
- Voskop
- Voskopojë
- Vreshtas

#### Altre comunità e villaggi
- Baban
- Bickë
- Boboshticë
- Burim
- Cerja
- Dardhë
- Diellas
- Cangonj
- Ekmeçi
- Floq
- Gollomboç
- Goricë e Madhë
- Goricë e Vogël
- Kallamas
- Kamenicë
- Kapshticë
- Kozeli
- Kreshpanj
- Lajthizë
- Mançurisht
- Pepellash
- Pilur
- Plasë
- Rakickë
- Shtyllë
- Sinicë
- Vranisht
- Zaroshtë
- Zemblak
- Zvedzë